# Вписани окръжности в триъгълник
Вътрешновписана (или само вписана) окръжност в триъгълник  се нарича окръжността с най-голям радиус, която се съдържа в даден триъгълник. Тази окръжност се допира до трите страни на триъгълника. Във всеки триъгълник съществува единствена вътрешновписана окръжност. Външновписани окръжности в триъгълник са окръжностите, които се допират до една от страните на триъгълник и до продълженията на другите две страни. За всеки триъгълник съществуват точно три външновписани окръжности.
Центърът на вътрешновписаната окръжност съвпада с пресечната точка на ъглополовящите на вътрешните ъгли на триъгълника. Центърът на външновписаните окръжности съвпада с пресечната точка на една от ъглополовящите на вътрешните ъгли с ъглополовящите на външните ъгли при другите два върха на триъгълника. Поради това центърът на вътрешновписаната окръжност е ортоцентър за триъгълника с върхове – центровете на външновписаните окръжности.
Радиусите на вписаните в триъгълник окръжности са пряко свързани с лицето на триъгълника. Ако S е лицето на триъгълника, а дължините на страните на триъгълника са означени с a, b и c, радиусът на вътрешновписаната окръжност може да се изрази като {\displaystyle 2S/(a+b+c)}. При същите означения външновписаната окръжност, която се допира до страната a, може да се изрази като {\displaystyle 2S/(-a+b+c)}, до страната b като {\displaystyle 2S/(a-b+c)} и до страната c като {\displaystyle 2S/(a+b-c)}.
Във всеки триъгълник окръжността на деветте точки се допира до трите външновписани окръжности и до вътрешновписаната окръжност на триъгълника. На вътрешновписаната окръжност в триъгълника лежи точката на Фойербах.
Трите точки, в които вътрешновписаната окръжност се допира до страните на триъгълник, образуват т.нар. допирен триъгълник или триъгълник на Жергон, като вътрешновписаната окръжност е описана около допирния триъгълник. Пресечната точка на трите прави, свързващи връх на триъгълника със срещуположния връх на допирния триъгълник, се пресичат в една точка – точката на Жергон. В допирния триъгълник точката на Жергон съвпада с пресечната точка на симедианите - точка на Лемуан.
В правоъгълен триъгълник радиусът на вътрешновписаната окръжност е равен на {\displaystyle (a+b-c)/2}, където a и b са дължините на двата катета, а c е дължината на хипотенузата.